# Docosia defecta
Docosia defecta är en tvåvingeart som beskrevs av Van Duzee 1928. Docosia defecta ingår i släktet Docosia och familjen svampmyggor.
Artens utbredningsområde är Kalifornien. Inga underarter finns listade i Catalogue of Life.